# HIP 65 Ab
HIP 65 Abとは、恒星 HIP 65 Aの周りを公転する太陽系外惑星である。

## 概要
HIP 65 Abは、2020年にTESSによって発見された、木星型惑星（ホット・ジュピター）である。質量は3.213 MJ、半径は2.03 RJの巨大惑星。軌道周期が1日未満であり、「超短周期惑星」と呼ばれるタイプの惑星でもある。TOI-129 bやTIC-201248411 bとも呼ばれている。
主星であるHIP 65 Aは、スペクトル分類がK4Vの恒星である。HIP 65 A は連星の一部であり、伴星である HIP 65 B とは 269 au 離れている。